# Station Lewki
Station Lewki is een spoorwegstation in de Poolse plaats Lewki.